# Челнокова (деревня)
Челнокова — деревня в Абатском районе Тюменской области, входит в состав Ощепковского сельского поселения. В деревне 7 улиц и 2 переулка.
Расположена на реке Яузяк, в 28 км на север от райцентра Абатское, на автодороге Абатское — Викулово, высота над уровнем моря 87 м. Ближайший населённый пункт — деревня Погорелка в 7 км на восток.
Население по переписи 2010 года составило 181 человек.
Время основания деревни пока не установлено, на 1749 год Челнокова входила в состав слободы Орлово городище Ишимского дистрикта Тобольской провинции Сибирской губернии. С 1782 года передана во вновь образованный Ишимский уезд Тобольской губернии в состав Абатской волости. На Генеральной карте Тобольской губернии 1825 года обозначена как "Черноковская" (почтовая станция). С 1920 по 1923 год — в составе Тюменской губернии.

### Западно-Сибирское восстание 1921—1922 гг.
27 сентября 1920 года найден убитым в районе Тушнолобово член Челноковской волячейки, член РКП(б) с 1917 г. Иван Платонович Щербаков. Его убийство послужило одним из заметных толчков к ужесточению мер Ишимской властью. Похоронен в центре Челноково рядом с волостной приходской церковью как почётный гражданин, пользовавшийся широким уважением местных жителей. При похоронах проходил типичный для тех лет «митинг». А 14 декабря 1920 года сожжен Челноковский волисполком. И с этого момента в Ишимское отделение милиции начали прибывать массы арестованных (до нескольких десятков за день) со всего уезда.
31 января 1921 года произошли столкновения крестьян с продотрядами в селах Челноковском и Чуртанском, на севере Ишимского уезда. Эти столкновения послужили началу крупнейшему антибольшевистскому вооружённому выступлению крестьян, казаков, части рабочих и городской интеллигенции в России в начале 20-х гг. XX века. Восстание охватило Тюменскую Акмолинскую, Омскую, Челябинскую, Екатеринбургскую губернии.

## Население
| 1989 | 2002 | 2010 |
| ---- | ---- | ---- |
| 254  | 260  | ↘181 |